# Rio Porucaba
Rio Porucaba är ett vattendrag i Brasilien.   Det ligger i delstaten Alagoas, i den östra delen av landet, 1 400 km öster om huvudstaden Brasília.
Omgivningarna runt Rio Porucaba är en mosaik av jordbruksmark och naturlig växtlighet. Runt Rio Porucaba är det ganska tätbefolkat, med 83 invånare per kvadratkilometer.